# ムフタルバイ・オテルバエフ
ムフタルバイ・オテルバエヴィチ・オテルバエフ（ラテン文字：Mukhtarbay Otelbaevich OtelbaevもしくはMukhtarbai Otelbaevich Otelbaev、ロシア語: Мухтарбай Отелбаевич Отелбаев、1942年10月3日-）は、カザフスタン・ジャンブール州出身の数学者である。専門分野は函数解析及びその応用分野。これまでに2冊の著書及び約190の論文を発表している。

## 概要
1962年、オテルバエフはキルギス国立大学の数学科に入学した。1962年から1965年までソビエト連邦軍の業務に従事した後、1969年にモスクワ国立大学の工学・数学部を卒業した。
1972年よりオテルバエフはモスクワ国立大学で逆散乱変換、概周期関数、スツルム＝リウヴィル型微分方程式などについて研究していたボリス・レヴィタンの指導を受け、1978年に博士論文を提出、博士号を取得した。
2004年、オテルバエフはテヘランにおいて経済協力機構科学技術賞を受賞した。また、2002年には国内の最優秀科学者賞を意味する「アルティン・アダム（Алтын адам）」を受賞しているほか、2006年にはカザフスタンの最優秀大学教員賞も受賞、2007年にはカザフスタン国家勲章を受賞した。
2014年時点において、オテルバエフはユーラシア国立大学付属ユーラシア数学研究所の所長及び、モスクワ国立大学アスタナ校の数学部副長を務めている。
ユーラシア国立大学の広報によると、2014年1月10日、オテルバエフはカザフスタン数学ジャーナル誌上に論文を発表し、この論文の中でミレニアム懸賞問題の一つ、ナビエ-ストークス方程式の解の存在と滑らかさに対し空間変数が周期的な場合における完全解を与えたと主張した。